# 郭木财
郭木财（英語：Desmond Kuek Bak Chye），新加坡华人，新加坡共和国武装部队第六任三军总长，中将军衔，2010年退伍，培训公司Genium & Co创办人，于2012年至2018年曾任SMRT集团主席兼总裁。

## 教育
郭木财早年在新加坡英华中学和英华初级学院念书。他在1982年荣获武装部队海外奖学金，前往英国牛津大学研究工程科学，毕业后获得文学士（荣誉）学位。数年后，他获得牛津大学文学硕士学位。此外，他也曾在美国哈佛大学研究宏观经济学和统计学，毕业后获得公共管理硕士学位。郭木财也于1991年在英国坎伯利参谋学院上指挥与参谋课程。

## 事业

### 新加坡武装部队（1981-2010）
郭木财于1981年加入新加坡武装部队，在陆军部队工作，所担任过的职务包括：第41装甲兵营指挥官、国防部国防研究处处长、第四装甲兵旅指挥官、陆军助理参谋长（作战）、第三师师长、三军情报处处长、陆军总参谋长和陆军总长（2003年－2007年）。2007年3月23日，他接替伍逸松担任三军总长。2010年3月31日，郭木财退伍，把三军总长一职交给梁建鸿。

### 环境及水源部（2010-2012）
退伍后的郭木财在2010年7月1日被任命为环境及水源部常任秘书，2012年9月30日卸任。

### SMRT集团（2012-2018）
他在2012年10月1日出任SMRT集团主席兼总裁，并在2015年成为SMRT集团历来薪酬最高的总裁。2017年10月7日碧山地铁隧道积水事故揭露了SMRT管理层对维修人员监管不当的问题，隔月发生的裕群站地铁碰撞事故，虽然后来证实是法国信号系统供应商泰雷兹（Thales）的失误所致，但网上仍不断传出了许多声音要求郭木财引咎辞职。2018年4月17日，《聯合早報》透露SMRT总裁兼首席执行长郭木财已提出辞呈，他随后在8月1日卸下SMRT总裁兼首席执行长的职位。

### 创办Genium & Co（2018至今）
2018年11月24日，《海峡时报》报道指郭木财成立了一家名为 Genium & Co 的培训公司。该公司由两名前武装部队长官 Fred Tan 和 Ang Yau Choon 掌舵，他们担任董事总经理。Fred Tan 曾领导 Singapore Armed Forces' Centre for Leadership Development，而 Ang Yau Choon 则曾任 SAF Commando Training Institute 的指挥官。Genium 的主要业务为组织转型、战略执行、危机领导、体验式学习和卓越绩效。

### 瑞银集团（2019）
郭木财于2019年2月18日加入瑞士投资银行瑞银集团，担任其驻新加坡的全球财富管理部门副主席。瑞银在2019年2月4日发表的声明中宣布了郭木财的任命。

### 其他
他也曾任以下政府机构的董事会的成员：文官学院、建屋发展局（2001年－2003年）、新加坡国际企业发展局（2005年）、裕廊集团（2007年－2010年）、国防科技局（2007年－2010年）和新科工程（1994年－2010年）等等。

## 家庭生活
郭木财已婚，有一子一女。他的太太是PowerMoves Pilates in the Park的创办人兼常务董事Claudel Kuek。

## 個人獎項
郭木财所获得的奖章包括：
- 行政功绩奖章 (金，武装部队)（2002年）[1]
- 法国荣誉军团勋章（高等骑士级）（2008年）[1]
- 卓越功绩服务勋章 (武装部队)（2009年）[16]
- 中華民國雲麾勳章（大綬）（2009年）